# Pseudagrion cheliferum
Pseudagrion cheliferum – gatunek ważki z rodziny łątkowatych (Coenagrionidae).